# Goldfinger (groupe)
Pour les articles homonymes, voir Goldfinger (homonymie).
Goldfinger est un groupe de punk rock américain, originaire de Los Angeles, en Californie. Le groupe comprend actuellement le chanteur et guitariste John Feldmann. Il recrute occasionnellement les musiciens avec qui il a auparavant collaboré. La formation originale du groupe est notable pour avoir contribué significativement à la troisième vague du ska,, un revirement de popularité du ska au milieu des années 1990. Goldfinger soutient également la cause animale et ses membres sont végétariens.

## Biographie

### Débuts (1994–1998)
Goldfinger est formé en 1994 par John Feldmann (chanteur et guitariste) et Simon Williams (bassiste), qui travaillaient alors ensemble dans un magasin de chaussures. Après avoir écouté une démo, Darrin Pfeiffer (batteur) décide de les rejoindre. C'est le moment que choisit le guitariste de Goldfinger pour quitter le groupe et devenir surfeur professionnel au Costa Rica. Pour le remplacer John demande à Charlie Paulson (guitariste) de se joindre à eux. Ses débuts sont précipités puisqu'ils font le premier show le lendemain de l'arrivée de Charlie.
Ensuite le groupe enregistre un EP six titres intitulé Richter, qui reçoit un bon accueil, ce qui permet à Goldfinger de signer un contrat avec Universal Music Group. Dès l'année 1996, Goldfinger enregistre l'album Goldfinger, qui remporte un franc succès, notamment grâce au tube Here in Your Bedroom, et au vidéo clip qui suit. Le groupe défend son album sur la route durant plus de 385 shows en une seule année (record homologué dans le Livre Guinness des records). Ils donnent également un grand nombre de concerts avec des groupes comme les Sex Pistols, No Doubt ou encore Reel Big Fish. Dès l'année suivante (1997), Goldfinger sort Hang-Ups, un album qui sonne plus ska, dont le tube Superman fait partie de la bande son de Tony Hawk's Skateboarding. C'est lors de l'été 1998 que Simon Williams (bassiste) quitte le groupe à cause de divergences musicales. Goldfinger fait alors appel à Kelly Lemieux pour le remplacer. En 1999 ils enregistrent Darrin's Coconut Ass, un album constitué uniquement de reprises.

### DeStomping GroundàHello Destiny(1999–2010)
Leur troisième album studio sort au printemps 2000 et s'intitule Stomping Ground. C'est de cet album que naitra le tube 99 Red Ballons, reprise d'une chanson de Nena, intitulée 99 Luftballons. Dans la foulée le groupe enregistra un album live, intitulé Foot in Mouth, enregistré en Angleterre.
En septembre 2001, Charlie Paulson (guitariste) décide de quitter le groupe, et est remplacé par Brian Arthur. Le groupe change ensuite de label et signe chez Jive/Zoomba et puis réalise un très bon album, Open Your Eyes, en mai 2002, dont le tube majeur est Open Your Eyes. Après la réussite de cet opus, le groupe se lance dans une nouvelle tournée ou ils enregistrent un DVD live Goldfinger : Live at the House of Blues dans la collection The Show Must Go Off.
En février 2005, le groupe sort Disconnection Notice, un album beaucoup plus pop, dont le single sera Wasted. Après cet album Goldfinger opère à un retour aux sources puisque le guitariste originel de Goldfinger, Charlie Paulson, remplace Brian Arthur. Goldfinger signe au label indépendant Side One Dummy en 2007. Le 22 avril 2008, le groupe publie son sixième album studio, Hello Destiny.... En soutien à l'album, le groupe effectue une tournée nord américaine avec Less than Jake en été 2008. Ils jouent également aux Reading and Leeds Festivals les 22 et 23 août 2008 au Royaume-Uni. John Feldmann produira pour Mest, The Used (dont le chanteur Bert McCracken a participé à Open Your Eyes, Woodchuck, Ocean Size, et Handjobs for Jesus), Hilary Duff et Story of the Year. Il produira aussi le single The Anthem de Good Charlotte (dont le guitariste Benji Madden a participé au chant sur January, pou à l'origine Oracle of Elcaro).
En novembre 2010, Goldfinger joue pendant une brève tournée sur la côte ouest avec Reel Big Fish.

### Semi-retraite (depuis 2010)
En novembre 2010, Feldmann annonce un nouvel EP et un possible futur album « en travaux ». Selon Feldmann, Goldfinger espérait sortir un nouvel album pour 2012. Le groupe publie une nouvelle chanson, Am I Deaf, le vendredi 24 mai 2013.
En 2015, Feldmann en dit un peu plus sur l'avenir du groupe : « Nous sortirons une ou deux chansons mais je ne crois pas que nous sortirons d'autres albums. Nous jouons les mêmes chansons encore et encore. » En mars 2017, Goldfinger annonce sur Instagram un nouvel album. Pour le nouvel album, Feldmann collabore avec le bassiste de MXPX, Mike Herrera, le guitariste de Story of the Year, Philip « Moon Valjean » Sneed, et le batteur de Blink-182, Travis Barker.

## Discographie

### Albums studio
- 1996 : Goldfinger
- 1997 : Hang-Ups
- 2000 : Stomping Ground
- 2002 : Open Your Eyes
- 2005 : Disconnection Notice
- 2005 : The Best of Goldfinger
- 2008 : Hello Destiny
- 2017 : The Knife
- 2018 : The Goldfinger Christmas EP
- 2020 : Never Look Back

### Albums live
- 1999 : Darrin's Coconut Ass: Live from Omaha
- 2001 : Foot in Mouth
- 2004 : Live in the House of Blues